# Vladimir Medinskij
Vladimir Rostislavovič Medinskij (in russo Владимир Ростиславович Мединский?; Smila, 18 luglio 1970) è un politico russo, Ministro della cultura dal maggio 2012 al 20 gennaio 2020, Consigliere di Vladimir Putin e Assistente del Presidente della Federazione Russa dal 24 gennaio 2020, è stato nominato a fine febbraio 2022 capo della delegazione russa per i negoziati di pace con l'Ucraina per la risoluzione del conflitto armato scoppiato tra i due paesi. Ha il grado civile di Consigliere di Stato effettivo della Federazione Russa di 1ª classe.
Membro della Duma di Stato dal 2004 al 2011, membro dell'Ufficio di Presidenza del Consiglio Supremo del partito politico Russia Unita, è stato sanzionato dagli Stati Uniti dal 2017 e dal Canada dal 2022 per "coinvolgimento nella diffusione di disinformazione e propaganda russa". Specialista professionista in tecnologie di pubbliche relazioni, Medinskij è definito da Forbes come "un uomo del clan ideologico" di Putin.

## Biografia
Medinskij è nato nella città di Smila nell'Oblast' di Čerkasy della RSS Ucraina (l'attuale Ucraina), in una famiglia militare russa. Il padre, Rostislav Ignatyevich, è un colonnello in pensione, che ha partecipato all'ingresso delle truppe in Cecoslovacchia nel 1968, alla guerra in Afghanistan, alla liquidazione delle conseguenze dell'incidente di Chernobyl nel 1986 e al terremoto di Spitak nel 1988. Consulente della Società Storica Militare Russa, responsabile della collaborazione con le organizzazioni di veterani.. Sua madre, Alla Viktorovna Medinskaya, è un medico generico. Ha anche una sorella, Rostislavovna Medinskaya, laureata all'Accademia Finanziaria sotto il governo della Russia, imprenditrice.
Insieme alla famiglia, si trasferì spesso da guarnigione a guarnigione fino a quando i genitori si stabilirono a Mosca nei primi anni 1980. Lì si diplomò alla scuola secondaria n. 434 (ora n. 1362). Affascinato dalla storia militare dopo aver letto da bambino il "Libro dei futuri comandanti" di Anatolij Mitjaev, fece domanda alla Scuola superiore di comando militare di Mosca, ma non passò alla commissione d'esame. In seguito, nel 1987, Medinskij entrò nell'Istituto statale di relazioni internazionali di Mosca del Ministero degli Affari Esteri dell'URSS e continuò ad essere appassionato di storia militare. Secondo le memorie di Sergej Michajlov, un compagno di classe di Medinskij, frequentava costantemente lezioni aperte della Facoltà di Storia dell'Università Statale di Mosca e si distingueva per una memoria fenomenale sugli eventi storici.
Nel 1991 è stato tirocinante nel servizio stampa dell'ambasciata dell'Urss negli Stati Uniti, a Washington, si è quindi laureato nel 1994 in relazioni internazionali con lode. Corrispondente per un certo periodo di varie pubblicazioni (dal giornale distrettuale Zabaikalets nell'Oblast' di Čita all'agenzia di stampa Novosti, all'edizione internazionale della TASS e al giornale Rossija), successivamente ha preso un dottorato in scienze politiche. 
Presidente dell'agenzia pubblicitaria privata denominata "Ya-Corporation" dal 1992 al 1998, quindi consigliere del direttore del Servizio Federale di Polizia Fiscale della Federazione Russa, e in seguito presidente del Dipartimento per la Politica Informativa presso il Ministero delle Imposte e delle Entrate. Iscritto al Partito dell'Unità, dal 2000 consigliere del vice presidente della Duma di Stato, Georgij Boos, dal 2002 capo dello staff della campagna politica di "Russia Unita", a Mosca, viene eletto nel 2003 membro della 4ª sessione della Duma di Stato.
Dal 2006 al 2008 presidente dell'Associazione russa delle comunicazioni sociali, nel 2007 eletto come membro della 5ª sessione della Duma di Stato, dal gruppo regionale della Russia Unita dell'Oblast di Lipetsk. Ha lavorato come coordinatore della Duma di Stato con il Parlamento della Corea del Sud. Dal 2010 al 2012 membro della Commissione presidenziale per contrastare i tentativi di falsificare la storia, nel novembre 2011 capo della Commissione per la Cultura della Duma di Stato.

### Ministro della Cultura
Dal maggio 2012 al gennaio 2020 è stato Ministro della Cultura nel Governo Medvedev e nel 2014 ha ricevuto una honorary fellowship] presso l'università Ca' Foscari di Venezia, provocando numerose polemiche tra gli studenti e il corpo docente, sospesa soltanto dopo lo scoppio della guerra in Ucraina nel 2022 e poi definitivamente revocata. Medinskij è stato descritto come un "nazionalista innamorato del classicismo e dei valori tradizionali". Sostiene la rimozione del corpo di Vladimir Lenin dal Mausoleo di Lenin per seppellirlo. Medinskij ritiene che le statue di Stalin dovrebbero essere erette in luoghi in cui la maggioranza della popolazione locale sia a favore.

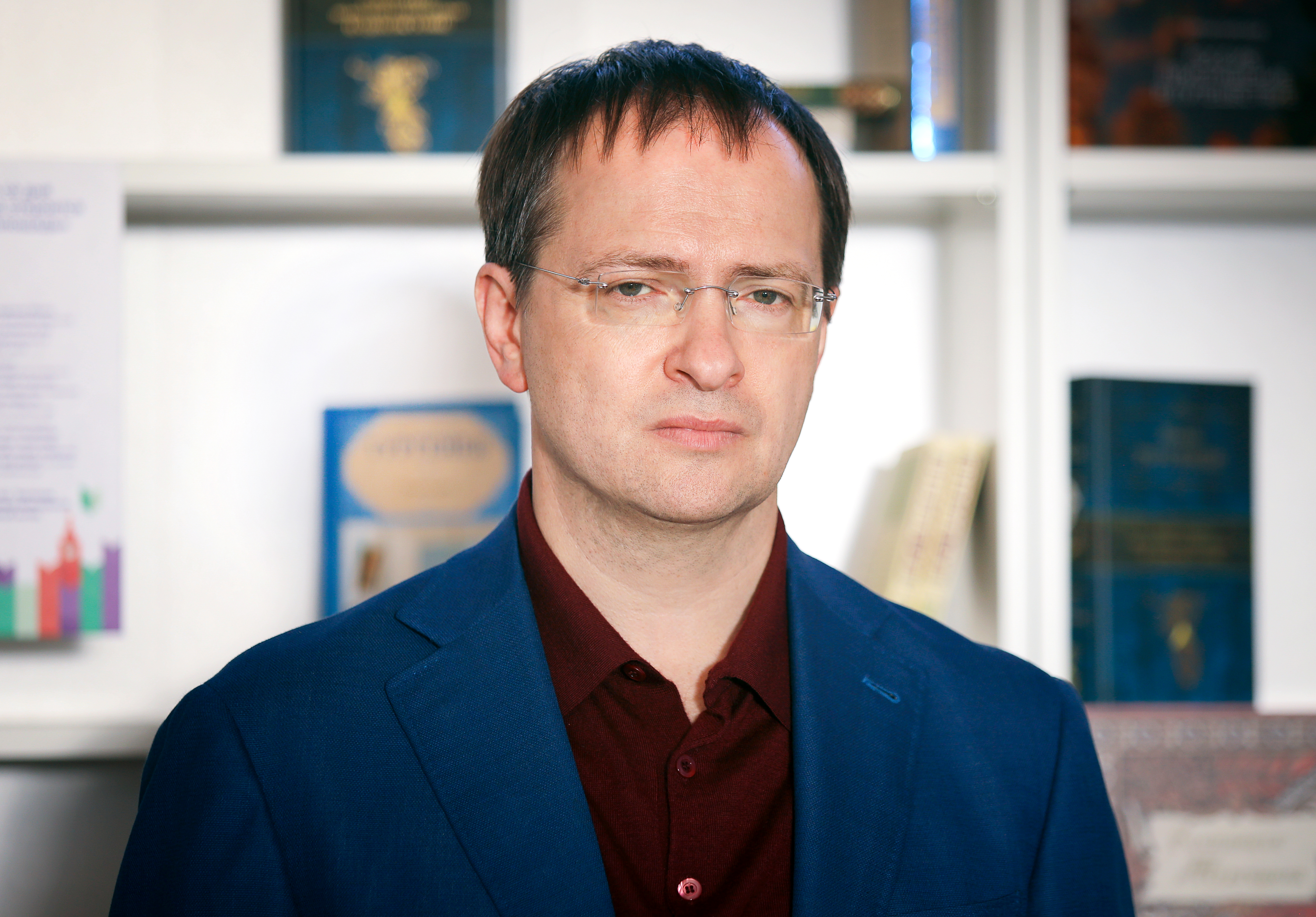
Medinskij nel 2018

Nel 2013, il Ministero della Cultura di Medinskij ha proposto un progetto aggiornato di politica culturale. Chiedendo "un rifiuto dei principi di tolleranza e multiculturalismo", sottolinea i "valori tradizionali" russi e mette in guardia contro la "pseudo-arte" che potrebbe essere in contrasto con quei valori. Nel 2015, Medinskij ha chiesto la creazione di un "Internet patriottico" russo per combattere le idee occidentali, aggiungendo che coloro che sono contro la Russia sono contro la verità.
Nel 2019, Medinskij ha definito la serie di Chernobyl "magistralmente realizzata" e "filmata con grande rispetto per la gente comune".  Il padre di Medinskij era uno dei liquidatori di Černobyl'. Nel gennaio 2020 è diventato assistente del Presidente della Federazione Russa, Vladimir Putin. Il 28 febbraio 2022 è stato nominato capo della delegazione russa nei negoziati con l'Ucraina a Homel, in Bielorussia, in seguito all'invasione della Russia dell'Ucraina. Durante l'invasione russa, Medinskij ha dichiarato che "Noi siamo per la pace".

## Posizioni

### Sepoltura di Vladimir Lenin
Medinsky sostenne la sepoltura del corpo di Vladimir Lenin durante il secondo mandato della Duma e come ministro della Cultura. Espresse dubbi sulla conformità del corpo insepolto sulla Piazza Rossa con le norme della morale, sollevò la questione della sua conservazione e osservò che i costi di manutenzione del Mausoleo erano a carico del bilancio statale. Nel 2012, Medinsky ha proposto di tenere una solenne sepoltura di Lenin con gli onori dovuti a uno statista, nonché di aprire un museo storico nel Mausoleo di Lenin.
L'amministrazione del presidente della Federazione Russa respinse l'idea di seppellire Lenin, il partito Russia Unita definì la proposta di Medinsky una "iniziativa privata", il leader dei comunisti russi, Gennady Zyuganov, definì la proposta una provocazione, Gazeta.ru la considerò "andare oltre le proprie competenze"..

## Vita privata
Medinsky è sposato con Marina Olegovna Medinskaya (nata Nikitina), multi-milionaria che ha fatto fortuna nell'immobiliare, nella pubblicità e nei saloni di bellezza. Hanno quattro figli (due maschi e due femmine; il più giovane è nato nel 2017.

## Opere
Dal 2006 ha scritto una serie di saggi sui miti della Russia. I suoi libri ebbero molto successo, ma furono spesso contestati.
- Fondamenti giuridici della pubblicità commerciale (in collaborazione con Kirill Vsevolozhskiy), 1998, Nauka, 316 p. (non tradotto).
- Sull'ubriachezza, la pigrizia e la crudeltà russe, 2008, Olma Media Group, 560 p.
- Guerra. Miti dell'URSS. 1939-1945, 2011, Olma Media Group, 656 p. Sostiene che gli Stati baltici non sono mai stati occupati dall'Armata Rossa, il che è oggetto di molte polemiche.[32]
- A proposito della Russia - la "prigione dei popoli", 2011, Olma Media Group, 176 p. (non tradotto)
- The Wall, il suo primo romanzo, dedicato ai tempi dei disordini in Russia, pubblicato nel 2012, è stato adattato per la televisione da Dmitri Meskhiev nel 2016.